# Jerry Adriani
Jerry Adriani, pseudonimo di Jair Alves de Souza (San Paolo, 29 gennaio 1947 – Rio de Janeiro, 23 aprile 2017), è stato un cantante, showman e attore brasiliano.
Apparteneva a una famiglia di lontane origini italiane. Esponente del pop rock brasiliano, ebbe come principale riferimento Elvis Presley, ma per la scelta dello pseudonimo si ispirò a Jerry Lewis e Adriano Celentano.

## Biografia

### Carriera
Dopo aver fatto parte del gruppo Os Rebeldes, Jerry Adriani pubblicò nel 1964 i suoi primi due album da solista, Italianissimo e Credi a me, composti esclusivamente da canzoni in lingua italiana, quasi tutte cover; la sua successiva produzione discografica fu invece in portoghese-brasiliano, fatta eccezione per un paio di cd incisi negli anni 90 in cui egli cantò nuovamente in italiano (Io e Forza Sempre, quest'ultimo contenente una serie di cover di successi del gruppo Legião Urbana più una rilettura del classico napoletano Santa Lucia luntana, inserita poi nella telenovela Terra nostra). Popolarissimo nel suo Paese già ad inizio carriera, si impose poi internazionalmente, con tour che negli anni 70 toccarono anche Canada e Stati Uniti. Contribuì all'affermazione di Raul Seixas.
Condusse vari show televisivi, nei quali si esibì come cantante e chitarrista; fu inoltre attore in film (per lo più musicali) e telenovelas.

### Morte
Jerry Adriani morì nell'aprile 2017 per un tumore al pancreas che gli era stato diagnosticato appena un mese prima, lasciando tre figli maschi. Nel gennaio dello stesso anno aveva festeggiato i suoi 70 anni accettando di partecipare a tre puntate del programma televisivo italiano MilleVoci brasiliane di Gianni Turco, andate in onda su circuiti privati. 

## Discografia
- 1964 - Italianíssimo (CBS, 37349)
- 1964 - Credi a me (CBS, 37381)
- 1965 - Um grande amor (CBS, 37422)

Jerry Adriani nel 1972

- 1966 - Devo tudo a você (CBS, 37447)
- 1967 - Vivendo sem você (CBS, 37489)
- 1967 - Dedicado a você (CBS, 37524)
- 1968 - Esperando você (CBS, 37566)
- 1969 - Jerry Adriani (CBS, 37612)
- 1970 - Jerry (CBS, 37674)
- 1971 - Jerry Adriani (CBS, 37709)
- 1971 - Pensa em mim (CBS, 137746)
- 1972 - Jerry (CBS, 137786)
- 1973 - Jerry Adriani (CBS, 137829)
- 1975 - Jerry Adriani (CBS, 137.901)
- 1977 - Jerry Adriani (CBS, 137965)
- 1983 - Pra lembrar de nós dois (Polyfar, 815 745-1)
- 1985 - Tempos felizes (Polydor, 825 858-1)
- 1986 - Outra vez coração (Philips Records, 829 543-1)
- 1988 - Jerry Adriani (RGE Discos, 303.6136)
- 1989 - Parece que foi Ontem
- 1992 - Doce aventura (Estúdio Eldorado, 217.91.0626)
- 1995 - Elvis vive (Estúdio Eldorado, 180.90.0587)
- 1996 - Rádio Rock Romance (Gravadora Eldorado, 478.027)
- 1996 - Brilhantes (Columbia Records, 866.177/2-479.336)
- 1997 - Io (Albatroz, 2-482016)
- 1997 - Jerry Adriani Vol. II (Polydisc, 470.223)
- 1999 - Forza sempre (Indie Records, 325911000332)
- 2000 - Tudo me lembra você (Indie Records, 325911000332)
- 2000 - Jerry Adriani Volume 1 - Italianíssimo/Credi a me (Columbia Records, 495.645)
- 2000 - Jerry Adriani Volume 2 - Um grande amor/Devo tudo a você (Columbia Records, 495.646)
- 2000 - Jerry Adriani Volume 4 - Esperando você (Columbia Records, 495.648)
- 2000 - Jerry Adriani Volume 5 (Columbia Records, 495.649)
- 2002 - O som do barzinho italiano (Indie Records, 325912004282)
- 2005 - Maxximum (Sony BMG Music Entertainment, 2 515734)
- 2008 - Acústico ao vivo (Jerry Art, 60251754381)
- 2011 - Pop, Jerry & rock (Jerry Art Records, JARCD 001)
- 2014 - Erguei as mãos - Vol. V (LGK Music, LGK112) con Padre Marcelo Rossi, Padre Antônio Maria e Padre Evton
- 2018 - Anos 80/90 - Parece que foi ontem/Elvis vive/Doce aventura/Radio Rock' Romance/Io (Discobertas, DBOX-67)
- xxxx - Os grandes sucessos de Jerry Adriani (Veleiro, 2118)
- xxxx - 20 super sucessos (Polydisc, 470051)